# کوپیلان
کوپیلان (به لاتین: Kuppilan) یک منطقهٔ مسکونی در سری‌لانکا است که در ناحیه جفنا واقع شده‌است.